# Zapadni Visayas
Zapadni Visayas je jedna od 17 regija u Filipinima. Središte regije je u gradu Iloilo Cityju. Regija je poznata i kao Regija VI.

## Stanovništvo
Prema podacima iz 2010. godine u regiji živi 7.102.438 stanovnika dok je prosječna gustoća naseljenosti 340 stanovnika na km². Šest jezika je materinji stanovnicima Zapadnog Visayasa: Hiligaynon, 
Capiznon, Kinaray-a, Akeanon, Malaynon i Cebuano

## Podjela
Regija je podjeljena na šest provincija, dva nezavisna grada, 117 općina i 4.051 barangaya. 
| Provincija/Grad   | Središte               | Stanovnika (2010.) | Površina (km²) | Gustoća (na km²) |
| ----------------- | ---------------------- | ------------------ | -------------- | ---------------- |
| Aklan             | Kalibo                 | 535.725            | 1.817,9        | 294.7            |
| Antique           | San Jose de Buenavista | 546.031            | 2.522,0        | 216.5            |
| Capiz             | Roxas City             | 719,685            | 2.633,2        | 273.3            |
| Guimaras          | Jordan                 | 162.943            | 604.7          | 269.5            |
| Iloilo            | Iloilo City            | 1.805.576          | 4.719,4        | 382.6            |
| Negros Occidental | Bacolod                | 2.396.039          | 7.926,1        | 302.3            |
|                   |                        |                    |                |                  |
| Bacolod[c]        | —                      | 511,820            | 161.5          | 3169.2           |
| Iloilo City[c]    | —                      | 424,619            | 56.0           | 7582.5           |

## Otoci u Zapadnom Visayasu
- Batbatan
- Binuluangan
- Boracay
- Calagnaan
- Danjugan
- Maniguin
- Mararison
- Pan de Azucar
- Sicogon
- Sipaway